# バーニシア

バーニシア王国
Kingdom of Bernicia  (英語)

バーニシア（英: Bernicia、古英語：Bernice, Bryneich, Beornice、羅: Bernicia）は、アングル人の入植者によって建国された、現在のスコットランド南部とイングランド北部にあったアングロ・サクソン王国である。
7世紀前半にデイラと合併し、アングロ・サクソン七王国の一つであるノーサンブリア王国となった。

## 歴史
バーニシアは、かつてはヴォタディニー族の土地に建国された。
420年頃にはこの地域は、ウェールズ人によってYr HenOgledd（the old north）と呼ばれた。アングル人が最終的に地域全体を征服したのがはいつかは不明だが、604年前後である可能性がある。
バーニシアのアングル人は、ローマ時代後期にハドリアヌスの城壁に沿って傭兵として雇われた可能性がある。他の人々は、6世紀初頭にデイラから北に移動したと考えられている。記録上の最初の王は、約547年に王位と王国を獲得したと言われるアイダである。彼の息子たちは、周囲のブリソン王国と長年戦った。
アイダの孫であるアゼルヴリス（Æðelfriþ）は、604年頃にデイラをバーニシアと統合した。彼はイースト・アングリア王国のレドウァルドに敗北して殺されるまで、2つの王国を統治した。
その後、634年にオズワルドが軍を編成し戦いに勝利したことにより、オズワルドはバーニシア人とデイラ人の両方から王として認められた。

## 名前の由来
バーニシアは、古ウェールズの詩でブライニッチまたはブライナイヒとして、9世紀のブリトン人の歴史でベルネイクまたはビルナイヒとして登場する。 これはおそらく現地のブリソン王国の名前であり、その名前はその後、それを借用したアングル人の入植者によりバーニシアまたはベオルニスとして古英語に定着した。 